# Terrantês
O Terrantês (historicamente grafado «terrantez») é uma casta de videira de uvas brancas, que contribuiu bastante para a história vitivinícola dos Açores.

## História
Esta videira foi largamente cultivada por volta de 1820 em algumas ilhas com predominância para a ilha Terceira, sendo que nesta ilha se destaca a localidade dos Biscoitos onde ainda é produzido, a ilha do Pico e ilha de São Jorge. Nesta última o seu cultivo era feito praticamente por toda a parte baixa e sul da ilha desde a Vila do Topo, aos Rosais, mas e principalmente na localidade da Urzelina e nas fajãs cujos climas amenos facilitam esta cultura. A Fajã de São João é uma daquelas onde esta vinha foi cultivada durante largos anos e deu origem a bons vinhos e a abastados vitivinicultores como foi o caso do morgado João Inácio de Bettencourt Noronha.

## Características
A maturação desta casta apresenta-se média a tardia. Tem mostos dotados de um teor alcoólico médio e de uma elevada acidez. Os vinhos produzidos por esta casta são de uma cor citrina, bastante frutados, muito frescos, vivos e com abundante riqueza ácida.
Esta casta que se apresenta, geralmente, como uma das que têm mais baixas graduações alcoólicas, graduação onde só é ultrapassada pela casta do Cerceal Branco, proporciona um vinho com um leve desequilíbrio ácido.
Geralmente esta casta é utilizada pelos vitivinicultores associada a outras castas, principalmente as dos vinhos do Dão, como factor de correcção dessa acidez.
Trata-se de um género de videira de porte forte, de vigor médio a forte, tendo um fraco desenvolvimento de rebentos laterais (netos). Apresenta um entrenó de médio e regular. Tem poucas gavinhas, sendo estas de dureza média.
O abrolhar desta videira é médio e a fertilidade não é das mais altas. Trata-se de uma planta bastante sensível ao desavinho tendo um nível de produção baixo, mas em alguns locais de elevado potencial.
Apresenta forte tendência para um desenvolvimento forte de ramos laterais (ladrões), sendo a vara dura e resistente, permitindo uma sebe difícil de encaminhar.
Esta videira é pouco influenciada pela falta ou abundância de água, oferecendo assim grande capacidade de resistência ao clima.
É igualmente pouco susceptível ao míldio e ao oídio e igualmente á Filoxera.
Os frutos apresentam-se num cacho de pequeno porte, pouco compacto, com um pedúnculo médio e não lenhificado, sendo o bago pequeno a médio com uma de película não muito espessa que se destaca com uma certa dificuldade. As grainhas apresentam-se em pequeno número, sendo grandes e bem formadas.